# Sòfocles
|  | Per a altres significats, vegeu «Sòfocles (desambiguació)». |

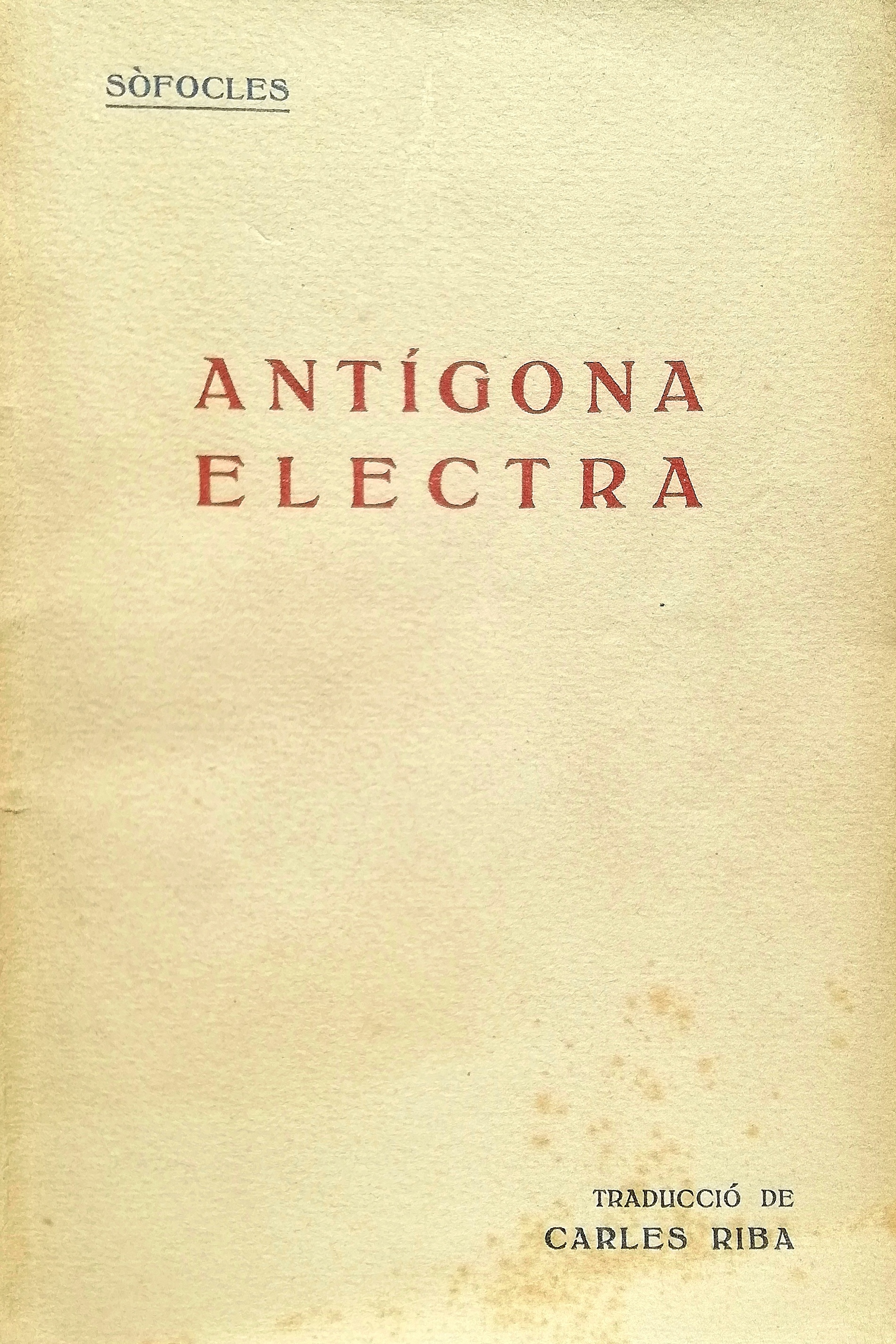
Antígona i Electra de Sòfocles, traducció catalana de Carles Riba publicada a Barcelona l'any 1920 per Editorial Catalana

Sòfocles (grec antic: Σοφοκλῆς, circa 496 – hivern del 406 o 405 aC) va ser un dels tres grans dramaturgs tràgics de l'antiga Atenes, juntament amb Èsquil i Eurípides. Cronològicament, va viure entre els dos i, segons la Suda romana d'Orient, va ser autor d'unes 123 obres, entre les quals hi ha tragèdies de la importància i influència d'Èdip rei i Antígona. De tota la seva producció literària, només es conserven set tragèdies completes, les quals són d'importància cabdal per al gènere. Sòfocles competí en uns 30 concursos literaris. En va guanyar 24 i potser mai va quedar per sota del segon lloc; en comparació, Èsquil va guanyar 14 competicions i va ser derrotat per Sòfocles algunes vegades, mentre que Eurípides en va guanyar només 4. Va tenir una llarga vida, ja que va morir quan comptava gairebé noranta anys, i la seva existència va coincidir amb el període d'esplendor d'Atenes. Entre els seus amics, figuraven l'historiador Heròdot i l'estadista Pèricles.
Sòfocles influí en el desenvolupament del drama, sobretot mitjançant l'addició d'un tercer actor i reduí, així, la importància del cor en la presentació de la trama. També va incrementar l'aparició de personatges si es compara amb dramaturgs anteriors com Èsquil. Amb ell, la poesia tràgica grega assolí la màxima perfecció formal.
Sòfocles és considerat avui per molts estudiosos com el major dels dramaturgs grecs, per haver arribat a un equilibri expressiu que està absent tant en el simbolisme d'Èsquil com en el realisme teòric d'Eurípides. Se li atribueixen nombroses aportacions a la tècnica dramàtica, i dues importants innovacions: la introducció d'un tercer actor en escena, la qual cosa permet complicar notablement la trama i realçar el contrast entre els diferents personatges, i la ruptura amb la moda de les trilogies, imposada per Èsquil, que converteix cada obra en una unitat dramàtica i psicològica independent, i no en part d'un mite o tema central. Sòfocles també va transformar l'esperit i la importància de la tragèdia; en endavant, encara que la religió i la moral van continuar sent els principals temes dramàtics, la voluntat, les decisions i el destí dels individus van passar a ocupar el centre d'interès de la tragèdia grega.
Sòfocles fou el creador del mite d'Èdip que, en el segle xx, utilitzà Sigmund Freud com a paràbola per a la comprensió de la gènesi de l'ego en el pensament psicoanalític.

## Biografia
Sòfocles, probablement, va néixer a Colona Hípica (avui una part d'Atenes), al voltant de l'any 496 aC. El seu naixement va tenir lloc pocs anys abans de la batalla de Marató (490 aC), i l'any exacte no és clar, tot i que el 497 o el 496 són les dates més probables. Era fill d'un ric armer anomenat Sòfil, un fabricant d'armadures benestant. Als setze anys, va ser elegit director d'un cor de nois per celebrar la victòria naval de Salamina (480 aC).
El 468 aC, a l'edat de 28 anys, es va donar a conèixer com a autor tràgic en vèncer Èsquil en el concurs teatral que se celebrava anualment a Atenes durant les festes de Dionisis. Triptolemus seria probablement una de les obres que Sòfocles va presentar en aquest festival. La preeminència d'Èsquil com a poeta tràgic havia estat indiscutible fins llavors, ja que en va ser el dominador en els anys anteriors. A partir del 468 aC, Sòfocles va guanyar el primer premi en vint ocasions, i va obtenir en moltes altres el segon premi. Més endavant, el 441 aC, seria derrotat al seu torn per Eurípides.
Va començar, així, una carrera literària sense parangó. Sòfocles va arribar a escriure fins a 123 tragèdies per als festivals, en els quals es va adjudicar, s'estima, unes 24 victòries, enfront de les 13 que havia aconseguit Èsquil. Es va convertir en una figura important a Atenes, i la seva vida es va desenvolupar en el període de màxima esplendor de la ciutat. Malgrat no comprometre's activament en la vida política i mancar d'aspiracions militars, va ser triat pels atenesos en dues ocasions per ocupar un important càrrec militar; tot i així, no va mostrar massa interès per la política. Va ser elegit dues vegades com a estrateg, un càrrec que representava un alt comandant de les forces armades, i va participar en l'expedició dels atenencs contra Samos (440 aC), esdeveniment que recull Plutarc en les seves Vides paral·leles. Com a estrateg, va ser un jove col·lega de Pèricles, de qui va ser amic.

### Darrers anys i mort
Sòfocles va morir a l'edat de noranta o noranta-un anys, l'hivern de 406 o 405 aC, després d'haver vist en vida tant el triomf grec en les guerres perses com el terrible vessament de sang de la Guerra del Peloponès. La seva mort va coincidir amb la guerra amb Esparta, que hauria de significar el principi de la fi del domini d'Atenes, i es diu que l'exèrcit atacant va concertar una treva perquè es poguessin celebrar degudament els seus funerals. Igual que succeí amb altres personalitats famoses de l'antiguitat clàssica, la mort de Sòfocles inspirà una sèrie d'històries apòcrifes. Potser la més famosa és el suggeriment que va morir en tractar de recitar una llarga cita de la seva Antígona sense recuperar l'alè. Un altre relat suggereix que es va ennuegar mentre menjava raïm durant l'Antesteria, el festival d'Atenes. Una tercera versió afirma que va morir de felicitat després d'aconseguir la victòria final a la ciutat de Dionís.
El poeta va escriure aquest elogi en la seva obra titulada Les muses:
| « | Benaventurat Sòfocles, que va tenir una llarga vida, era un home feliç i amb talent, i l'autor de moltes tragèdies; i va finir la seva vida sense patir cap desgràcia. | » |

Això deuria ser un comentari irònic, ja que segons algunes observacions, els seus propis fills van intentar declarar-lo incompetent al capaltard de la seva vida. Es diu que va refutar el seu càrrec a la cort per realitzar la lectura de la seva obra encara no produïda, Èdip a Colonos. Tant Iophon, un dels seus fills, com un net també anomenat Sòfocles, seguiren els seus passos per a convertir-se en dramaturgs.

## Obra

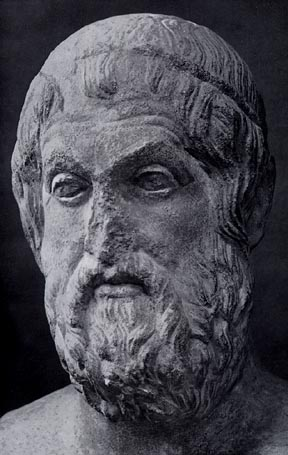
Sòfocles

Sòfocles va escriure unes 123 peces dramàtiques, de les quals es conserven set tragèdies completes i fragments d'unes altres vuitanta o noranta. Les set obres conservades són Antígona, Èdip rei, Electra, Àiax, Les traquínies, Filoctetes i Èdip a Colonos (produïda pòstumament l'any 401 aC). També es conserva un gran fragment del drama satíric Els conillers, descobert en un papir egipci al voltant del segle xx. D'aquestes set tragèdies, la més antiga és probablement Àiax (c. 451 - 444 aC). La segueixen Antígona i Les traquínies (posteriors a 441 aC). Èdip rei i Electra daten del 430 al 415 aC. Aquestes set tragèdies es consideren excel·lents per la força i la complexitat de la seva trama i el seu estil dramàtic, i almenys tres d'aquestes, Antígona, Èdip rei i Èdip a Colonos, són considerades unànimement obres mestres, i se solen agrupar en l'anomenat "Cicle tebà".
Antígona proposa un dels principals temes de l'autor: el caràcter dels protagonistes, les decisions que prenen i les conseqüències, sovint doloroses, d'aquests dictats de la voluntat personal. Antígona relata el ritu funerari del seu germà Polinices, mort en combat en desobeir l'edicte de Creont, governador de Tebes. El soterrament del germà implica per a Antígona la seva pròpia mort, la mort del seu amant, Hemó, que no és altre que el fill de Creont, i la mort d'Eurídice, esposa de Creont.
Àiax, Filoctetes, Electra i Les traquínies repeteixen, en major o menor grau, els temes ja exposats en Antígona. Èdip rei, famosa de manera ben merescuda per la seva impecable construcció, la seva força dramàtica i la seva eficaç ironia, va ser considerada per Aristòtil en la seva Poètica, com la més representativa, i en molts aspectes la més perfecta, de les tragèdies gregues. La trama gira a l'entorn de l'heroi mitològic Èdip, que a poc a poc descobreix la terrible veritat d'haver ascendit al càrrec de governador de Tebas després d'haver assassinat involuntàriament el seu pare, primer, i casar-se amb la seva mare, la reina Jocasta, després. Èdip a Colonos descriu la reconciliació del cec i ancià Èdip amb el seu destí, i la seva sublim i misteriosa mort a Colona, després de vagar durant anys en l'exili, on arriba gràcies al suport de la seva filla Antígona.
A Sòfocles, se li atribueix la introducció d'un tercer actor en l'escena, fet que donava més joc al diàleg i, a més a més, dotava l'heroi de l'obra d'una major complexitat psicològica. En Antígona, oposa dues lleis: la de la ciutat i la de la sang. Antígona vol donar sepultura al seu germà mort, que s'havia aixecat contra la ciutat, davant l'oposició del tirà Creont, qui en negar-li sepultura pretén donar exemple a la ciutat. La tensió de l'enfrontament manté en tot moment la complexitat i l'equilibri de l'obra, i el destí tràgic s'abat sobre els dos, car també a ambdós correspon la «hybris», el pecat de supèrbia, d'un orgull excessiu.
Èdip rei és la més cèlebre de les seves tragèdies, aquella en què el mecanisme catàrtic final assoleix el seu millor clímax. També és una immillorable mostra de l'anomenada ironia tràgica, per la qual cosa les expressions dels protagonistes adquireixen un sentit diferent del que ells pretenen. Així succeeix amb Èdip, entestat a trobar el culpable de la seva desgràcia i la de la seva ciutat, i abocat a descobrir que aquest culpable és ell mateix, per haver transgredit, una altra vegada, la llei de la naturalesa i de la sang en matar el seu pare i jeure amb la seva mare, fins i tot a pesar seu.
L'enfrontament entre la llei humana i la llei natural és central en l'obra de Sòfocles, de la qual probablement és cert el comentari que afirma que representa la més equilibrada formulació dels conflictes culturals de fons als quals donava sortida la tragèdia grega.

### Èdip rei
Èdip rei és una tragèdia grega de data desconeguda. Alguns indicis suggereixen que va poder ser escrita en els anys posteriors al 430 aC. La tetralogia de la qual forma part té fama d'haver aconseguit només el segon lloc a l'Agon dramàtic, tot i que Èdip rei és considerada per molts l'obra mestra de Sòfocles, i era admirada especialment per Aristòtil (en la Poètica). Tracta de la part de la història d'Èdip en la qual és rei de Tebes i espòs de Jocasta. Quan es descobreix la veritat, que és l'assassí del seu pare i el marit de la seva mare, Jocasta se suïcida i Èdip se cega a si mateix, i demana el seu desterrament a Creont, germà de Jocasta.
De l'obra, s'extreuen quatre temes principals:
- El més important és el tema de la força del destí. És impossible escapar d'aquest i totes les profecies dels oracles acaben fent-se realitat. En el cas de Laios, encara que ha pres totes les mesures possibles perquè no mati el seu fill, al final ho fa pràcticament per casualitat. En el cas d'Èdip, el que succeeix és que, intentant fugir del seu destí, marxa de Corint per no haver de matar el que creu que és el seu pare; en una cruïlla de camins, es topa amb el seu veritable progenitor, fet que ell desconeix, i li dona mort, ja que aquest, amb altres persones amb què viatjava, van atacar Èdip i provocaren que aquest es defensés amb massa ira i el matés.
- Un altre tema que trobem és la relació entre Èdip i Jocasta, la qual és, sense que ells ho sàpiguen, incestuosa. Sigmund Freud atribueix el nom de «complex d'Èdip» a tota una construcció psíquica en què la característica principal és la vivència sexual de l'infant en una determinada fase del seu creixement; l'individu projecta els seus desitjos sexuals sobre les persones més afins a ell. Freud cita explícitament aquesta obra per il·lustrar la seva tesi que els desitjos incestuosos són una primitiva herència humana i que el mite grec devia tenir aquesta mateixa significació.
- El tercer tema que s'infereix és l'autoagressió. Èdip es lesiona a si mateix, cegant-se, com a càstig per haver-se casat amb la seva mare i haver matat el seu pare. Aquí, també cal remarcar la importància del complex d'Èdip i la seva exemplificació en aquesta obra.
- El quart tema n'és l'heroisme. Nietzsche parla d'aquesta obra en el capítol nou del Naixement de la tragèdia.[15] Presenta Èdip com un transgressor; és un heroi condemnat a caure per voler anar massa lluny. En transgredir la natura i, més encara, les normes socials, i voler esbrinar allò que està prohibit, Èdip descobreix un món que està vetat a la resta dels mortals. Ell feu una versió masculina, heroica del pecat original, de la seducció de l'arbre del coneixement que condemna la humanitat a abandonar la innocència. En aquest cas, és la seva curiositat i la seva enteresa el que l'estimula a investigar. Aquest abandonament de la innocència, de la còmoda ignorància és el destí cruel i heroic d'Èdip. I la seva gesta consisteix en el seu sacrifici. Com Prometeu, paga per un bé que la humanitat recollirà després de la seva acció.

## Anàlisi literària

### El teatre de Sòfocles com a forma literària
Des del punt de vista formal, es pot dir que una tragèdia estàndard de Sòfocles presenta l'estructura següent: 
- un pròleg, que ens proporciona, mitjançant una tirada relativament curta de versos recitats sovint en trimètrics iàmbics, els precedents de l'argument de l'obra;
- la pàrode o moment en què el cor fa la seva entrada, ballant i cantant, a la qual segueixen els diversos episodis recitats a càrrec dels actors.

En el transcurs dels successius episodis, els actors fan progressar l'acció dramàtica. Intercalats entre un episodi i un altre, se succeeixen diverses intervencions del cor, els estàsims, en què el conjunt del cor ocupa el seu corresponent lloc dins l'orquestra ballant sobre el mateix terreny i cantant un tipus de composició lírica de mètrica bigarrada. Els intervals entre episodis permeten solucionar, de passada, el problema tècnic del canvi de vestuari dels diversos actors. Aquestes parts corals o líriques anomenades estàsims solen presentar la forma d'estrofes responsorials, és a dir, normalment es comença amb una estrofa, a la qual segueix la seva antístrofa o segon cant en què l'esquema mètric, nombre de versos, etc., es correspon estrictament amb l'estrofa. Ambdues unitats solen tancar amb una tornada anomenat epode. Exposat així el plantejament de l'obra, aquesta es tanca amb el comiat del cor, que abandona també majestuosament l'escena cantant l'anomenat èxode.
Aquesta arquitectura artística es veu lògicament enriquida amb l'existència d'altres subunitats menors que contribueixen a fer del conjunt una obra literària refinada. Per mitjà d'aquestes, el poeta contraposa idees, arguments, caràcters o situacions de la manera més artística. Aquests són els conceptes d'agonistes o enfrontament entre personatges que defensen ja un punt de vista i el seu contrari, en diàlegs entretallats i molt vius com les esticomities, en què a cada personatge correspon l'ús d'un vers alternatiu que a vegades es resolen de diferents maneres com, per exemple, mitjançant antilabai –interrupcions verbals–, resis –un seguit de versos recitats a càrrec d'un personatge–, o amebeus –diàleg líric entre un actor i algun membre del cor–.

### Elements conceptuals
Temàticament, el teatre de Sòfocles recorre els antics mites de les sagues heroiques, reflex de la tradicional vinculació entre el teatre i els seus orígens religiosos. De fet, del total de 32 tragèdies conservades pertanyents al segle V aC, ni més ni menys que 24 se centren en quatre grans sagues de personatges mitològics (la troiana, la de Tebes, la de Micenes i la de l'argiu Hèracles). Sembla que, en aquestes sagues mitològiques, es concentren de manera simbòlica, mitjançant translacions metafòriques més o menys conscients, els principals arquetips del comportament humà. És probable que, en època de Sòfocles, els nuclis mítics tradicionals ja haguessin assolit un grau notable de complexitat. Per exemple, dins la nissaga d'Èdip, poden estar superposats o entrellaçats diversos elements mítics: el nen que és exposat a la muntanya (transsumpte metafòric de la criatura d'origen diví), l'èxit i la ruïna d'Èdip (translació del cicle del creixement i mort de la natura), o el conflicte entre Èdip i Laios, que representaria el tema del «conflicte de generacions». En qualsevol cas, es pot arribar a pensar que els antics dramaturgs, sobretot en el cas de Sòfocles, s'adonaren que els mites tenien una força especial que els feia singularment aptes per a donar-los un tractament poètic i dramàtic.
D'altra banda, el mite conté una rica versatilitat que facilita múltiples maneres d'aproximació. De fet, el mateix Sòfocles li dona un tractament personal i a vegades lliure. Un exemple d'això és la comparació entre el Filoctetes de la seva obra homònima i l'altre Filoctetes de la Petita Ilíada, a més d'altres personatges com el paper que atorga a Crisòtemis en la seva tragèdia Electra, a Ismene en la seva Antígona o al mateix Neoptòlem en el seu Filoctetes.
És important assenyalar el paper dels oracles i la presència dels déus en els seus drames. Així, en Àiax, encara que pròpiament no hi existeix un oracle, el diví Calcas vaticina que l'heroi és una joguina de la ira i de la burla divina.
| « | Atès que ja només per aquest dia el perseguiria la còlera de la divina Atena, segons deia en les seves paraules l'endeví. | » |

Per la seva banda, en Les traquínies l'oracle prediu la desgràcia d'Hèracles:
| « | Saps, llavors, fill, que em va deixar uns vaticinis dignes de crèdit pel que fa a aquesta ciutat? | » |

I més endavant ho reitera la mateixa Deianira:
| « | Aquestes coses deia, que estava decretat pels déus que posarien fi als treballs d'Heracles, segons explicava que la vella alzina que hi ha a Dodona havia anunciat un dia per boca dels seus coloms. | » |

Al seu torn, en Antígona, els avisos de Tirèsies a Creont reflecteixen la desaprovació divina de la seva conducta. Afirma Tirèsies:
| « | Ho sabràs quan sentis els signes del meu art. | » |

En tot cas, en aquesta peça, hi ha dos oracles: el que es dona en el pròleg, i el que coneix Èdip sent jove segons el qual serà assassí del seu pare i marit de la seva mare, d'acord amb el relat de Jocasta:
| « | Va arribar un dia un oracle a Laios –no diré que provinent del mateix Febos, sinó dels seus servidors–, consistent que a ell li arribaria el destí de morir a mans d'un fill que hauria de néixer de mi i d'ell. | » |

Al seu torn, en Electra, els oracles no serveixen més que per a refermar el fort caràcter i la decidida voluntat de la protagonista. Per la seva banda, en Filoctetes no hi ha pròpiament oracles, sinó més aviat una profecia diverses vegades represa, segons la qual la ciutat de Troia no cauria en poder dels grecs sense el concurs de Filoctetes i el seu arc. Finalment, en Èdip a Colonos, l'oracle que s'anuncia és després reprès diverses vegades:
| « | Va ser Febo qui, en vaticinar totes aquelles desgràcies, em va anunciar que arribaria aquest repòs al cap de molt de temps, i em va vaticinar també que en aquell lloc arribaria l'infaust final de la meva vida... | » |

En general, es pot observar que el paper dels oracles representa en Sòfocles, més que una força que se sobreposi a la figura de l'heroi, un poder que requereix i necessita el mateix caràcter i personalitat del protagonista, és a dir, segons Guzmán Guerra, que "l'oracle no indueix el personatge a actuar, sinó que és la mateixa compulsió de l'heroi a l'acció allò que dona ple sentit a l'execució de l'oracle emanat de la divinitat". Pel que fa a la credibilitat que Sòfocles atorga als oracles, es pot dir que és molt probable que, com tantes persones religioses de la seva època, els donés credibilitat, encara que allò veritablement important és que la presència d'oracles en les seves obres obeeix a raons literàries i dramàtiques. No hi falta la crítica als oracles en els oracles sofocleus. Així, tres vegades parla Èdip en Èdip rei contra la validesa dels oracles.

### Caràcters dramàtics
És un tòpic entre els estudiosos de l'obra de Sòfocles arribar a afirmar que, en bona part, el seu teatre és un teatre de caràcters. De fet, el títol de totes les tragèdies conservades (excepte Les traquínies) correspon amb el dels protagonistes corresponents. Cadascuna d'aquestes figures emergeix com un autèntic colós, com un arquetip humà.
En Èdip rei, la figura d'Èdip resulta veritablement singular. Encarna el problema de l'autoidentificació, que es planteja en els termes dicotòmics del que sembla i del que és. Èdip desitja conèixer la veritat, costi el que costi, i en la seva recerca de la veritat toparà amb tres personatges del seu entorn palatí: Jocasta, la seva mare i esposa; Creont, el seu cunyat, i l'endeví Tirèsias. Davant Jocasta, Èdip s'autoproclama amb, potser, la millor definició que al llarg del temps ha conegut el nostre personatge: «fill de la Fortuna». Davant l'endeví, Èdip se'ns mostra confiat i autosuficient, ja que per la seva pròpia intel·ligència ha estat capaç d'endevinar l'enigma de l'esfinx, i a continuació promet davant dels seus súbdits, sense cap altre concurs que la seva mateixa intel·ligència, deslliurar la seva ciutat de la pesta que l'assola. Les relacions d'Èdip i el cec endeví Tirèsias són, a l'inici, de respecte, encara que, a poc a poc, es van carregant de desconfiança i de mutu recel, per concloure en una oberta acusació: a ulls d'Èdip l'endeví cec Tirèsias ha estat còmplice del crim:
| « | Assabenta't que, al meu parer, has participat realment en el plantejament de l'empresa, i l'estel, només que no el vas matar amb les teves mans. I si poguessis veure, jo diria fins i tot que l'esmentada empresa va ser només obra teva. | » |

Sòfocles força cada vegada més l'enfrontament entre els dos personatges, fins al punt que Tirèsias arriba a dir a Èdip:
| « | I et dic, ja que ara m'has ultratjat de ser cec, que tu tens i no veus en quin punt de desgràcia estàs, ni on habites, ni amb qui convius. | » |

Amb tot, el passatge que millor representa la força dramàtica de l'enfrontament entre ambdós caràcters es troba en els versos 449 i s.:
| « | I et dic: aquest home que estàs cercant des de fa temps amb amenaces i a qui consideres assassí de Lai, aquest individu està aquí, formalment com a estranger, però després es veurà que és d'estirp tebana, i no s'alegrarà d'allò que li succeeixi perquè quedarà cec sent abans vident i pobre en lloc de ric i caminarà damunt aquesta terra estrangera temptejant el camí amb el seu bastó. I, al mateix temps, semblarà ser dels seus propis fill germà i pare. I de la dona de la qual va néixer al mateix temps fill i marit, i del seu pare, al mateix temps sembrador de la mateixa dona i el seu assassí. I ara veu i reflexiona sobre tot això. I si em sorprens en mentida, digues llavors que res sé de l'art endevinatòria. | » |

També la jove Electra és un altre dels caràcters de Sòfocles molt ben perfilat. La seva vida no té sentit des que el seu pare va caure assassinat per la seva mare, i sobretot perquè, dia a dia, va comprovant que la seva única esperança (el retorn d'Orestes) s'esvaeix a poc a poc. Així ho diu ella mateixa en els versos 183 i s.:
| « | Però a mi ja se m'ha esfumat, sense esperances, la major part de la meva vida i no aguanto més; sense fills em consumeixo i sense cap home que amb el seu afecte em protegeixi, sinó que, com si fos una refugiada indigna, administro la casa del meu pare. I així, amb un vestit impropi, vague entre unes taules per a mi buides. | » |

Però el tret que millor defineix el veritable caràcter de la nostra protagonista és la seva set de venjança, similar al sentiment de l'honor que posseeix Aiant, o a la lleialtat d'Antígona vers la seva família. La mateixa Electra ho manifesta en els versos 205-212:
| « | Va veure el meu pare la seva mort vergonyant per les mateixes dues mans que s'han apoderat a traïció de la meva vida, les mateixes que m'han arruïnat. Tant de bo que a aquests el gran déu Olímpic, en pagament, els procuri penes, i que no aconsegueixin gaudir del triomf després d'haver comès tal crim! | » |

Una de les escenes més famoses és la de l'anagnòrisi o escena de reconeixement en què, per fi, tots dos germans es reconeixen després del dolorós moment irònic en què el pedagog narra el fals relat de la mort d'Orestes en una cursa de carros:
| « | Després d'incinerar-lo en una pira, uns ciutadans de Focea designats per a aquest fi porten a una reduïda urna de bronze el suprem cos fet trist cendra, amb la idea que obtingui una tomba a la terra dels seus avantpassats. | » |

Al seu torn, Aiax Aiant és el millor dels herois que van anar a Troia, després d'Aquil·les, per descomptat, encara que perd la raó ofuscat per Atena. Sòfocles ens dona el seu perfil en els versos següents:
| « | Veus l'intrèpid, el de valent cor, el qui en destructors combats no tremola mai? A mi, terrible per les meves mans, entre animals que no produeixen temor? Ai de mi, motiu de burla! Com he estat ultratjat! I ara, què he de fer? Jo, que sóc clarament avorridor als déus, a qui l'exèrcit dels hel·lens odia, i Troia sencera, així com aquestes planes detesten... El noble ha de viure amb honor o amb honor morir. Ja has sentit tot el que he de dir. | » |

Per la seva banda, l'Hèracles de l'obra Les traquínies és un personatge que apareix contraposat al de la seva dona. Mentre Deianira es mostra permanentment enamorada i admiradora del seu marit, Hèracles sembla no estimar-se més que a si mateix i les seves gestes. D'altra banda, Deianira és una persona tímida i temorosa:
| « | ...sense parar, por rere por com aliment en constant preocupació per ell... | » |

Sempre depèn d'Hèracles, a qui considera el millor dels marits possibles. Fa temps, el centaure Nessos li va donar la seva pròpia sang com a infal·lible elixir per al dia en què l'amor del seu marit minvés. Entenent Deianira que ha arribat el moment de recuperar l'afecte d'Hèracles, li envia a manera de regal una túnica amarada amb la sang del centaure. Des de la seva millor voluntat, Deianira provoca la mort involuntària del seu estimat marit. La personalitat d'Hèracles, al contrari, és ben diferent. La seva vida ha estat una contínua aventura d'esforços i viatges; d'altra banda, es tracta d'un heroi, ja que la seva ascendència és divina en tant que fill del mateix Zeus, tot i que altres trets del seu caràcter són menys positius: és busca-raons, violent, borratxo i golafre, ratllant en el grotesc.
Finalment, Filoctetes és un personatge llastimós, ultratjat pels grecs i en especial per l'astut Ulisses:
| « | Això és el que han fet amb mi, fill, els àtrides i l'influent Odisseu; tant de bo que els déus de l'Olimp els premiïn a penar penes parelles a les meves. | » |

Els diversos protagonistes del teatre de Sòfocles són éssers sofridors que de vegades no tenen la culpa del que passa, sinó que pateixen pel sol fet de ser humans; l'heroi s'enfronta al seu destí, ja preestablert, i es veu en la compulsió d'haver d'actuar. Però en Sòfocles el dolor ennobleix, i sobretot ensenya. Només s'aprèn patint (πάθει μάθος, páthei math). És més, aquest patiment del protagonista l'ha de viure en soledat, és un dolor no compartit, davant el qual res no pot valer el consol de l'amic ni la comprensió de la família. És, en definitiva, un dolor intransferible; l'heroi cau en desgràcia individual (monoúmenos), no col·lectiva, com és freqüent en Èsquil. Un nou tret del teatre de Sòfocles. S'ha dit –entre d'altres, Lasso de la Vega–, que el dolor de l'heroi de l'obra de Sòfocles és un dolor «sense sortida». No es tracta d'un sofriment amb expectatives ni esperances d'alliberament, com ho pot ser el sentiment dolorós d'un cristià. El camp lèxic que Sòfocles utilitza per a expressar aquest sentiment és riquíssim i amb múltiples matisos. D'aquest dolor sense escapatòria, sense transitivitat, en deriva aquest altre sentiment tant en l'heroïcitat com en la seva soledat. Aiant mor en soledat en ser insuportable el menyscapte de la seva honra: en solitud acaba la seva existència, en una solitud paradigmàtica; Èdip es quedarà en la més absoluta soledat en el decisiu moment de reconèixer la seva identitat; Electra pateix en solitud dies i nits esperant el seu germà; sol mor Hèracles, i sol i abandonat en una illa deserta malviu el seu dolor el dissortat Filoctetes. Finalment, només desapareix Èdip en Èdip a Colonos (obra posada en escena pòstumament al 401 pel net de l'autor, Sòfocles el Jove).
Un exemple d'aquesta soledat s'encarna en Filoctetes en aquest fragment:
| « | Noi, fill d'Aquil·les, jo sóc aquell de qui podeu haver sentit dir que és l'amo de les armes d'Hèracles, Filoctetes el fill de Peant, a qui els dos caps de l'exèrcit grec i el rei dels cefalonis van deixar aquí abandonat i sol, de manera vergonyant, afectat de salvatge malaltia, mossegat per la sagnant ferida d'un escurçó matador d'homes. Fill meu, aquí em van deixar només amb el meu mal i van marxar després d'haver recalat en aquest lloc amb la flota de les naus que va partir de la marina Crisa. Tan aviat com van veure que després d'un temporal em vaig quedar adormit al costat de la riba en una cova en forma de canó, ben contents que van marxar i em van abandonar, deixant-me tan sols uns tristos draps i també una mica d'aliment, com si fos un captaire. Subsistència mínima que tant de bo sigui la que ells gaudeixin! Ja t'imagines, fill meu, quin va ser el meu despertar del somni una vegada que aquells ja s'havien anat? Quantes llàgrimes esqueixades, quant lamenta la meva desgràcia! | » |

### Edicions de l'obra en català
Josep Franquesa i Gomis publicà el 1912 la primera versió catalana d'Electra. Carles Riba, que estudià amb profunditat aquest autor, publicà el 1920 i entre el 1951 i el 1964 la versió catalana en prosa de tota la seva obra; paral·lelament, la traduí també en vers, apareguda parcialment el 1951 i represa el 1977 en edició completa a cura de Carles Miralles.
- Tragèdies*  (Èdip rei, Èdip a Colonos i Antígona). Traduïdes per Carles Riba, edició a cura de Carles Miralles. Clàssics Curial, 8.
- Tragèdies**  (Les dones de Traquis, Àiax, Electra i Filoctetes). Traduïdes per Carles Riba, edició a cura de Carles Miralles. Clàssics Curial, 9.
- Antígona. Traduïda per Joan Castellanos i Vila. Col·lecció dirigida per Joan Carbonell i Bàrbara Matas. La Magrana, 1993.